# Mongolische Volksrepublik
Die Mongolische Volksrepublik (mongolisch Бүгд Найрамдах Монгол Ард Улс (БНМАУ)) war ein sozialistischer Staat in Zentralasien zwischen 1921 und 1990, welcher danach in den demokratischen Staat Mongolei umgewandelt wurde. Die Mongolische Volksrepublik war ein enger Verbündeter der Sowjetunion.

## Vorgeschichte, Hintergrund
Die Äußere Mongolei stand von 1691 bis 1911 als Provinz Chinas unter Mandschu-Herrschaft. Anfang des 20. Jahrhunderts ließ die Machtposition der Mandschu nach, und sowohl China als auch die Mongolei strebten nach Unabhängigkeit. Im Rahmen des Russisch-Japanischen Krieges versorgte Russland nationalistisch gesinnte mongolische Führer mit Waffen und diplomatischer Unterstützung. Kurz nach dem chinesischen Aufstand gegen die Mandschu erklärten die Mongolen ihrerseits 1911 die Unabhängigkeit. Die russische Regierung sorgte durch 1913 und 1915 abgeschlossene Verträge dafür, dass die neue republikanische Regierung Chinas eine Autonomie der Mongolei unter chinesischer Oberhoheit akzeptierte. Diese Konstruktion sollte wohl eine Einflussnahme anderer Mächte auf den neuen unabhängigen Staat verhindern, welcher Unterstützung von möglichst vielen Seiten suchte.

## Entstehung
1911 wurde die Äußere Mongolei erstmals unabhängig von China, war aber stark von Russland abhängig. Dessen Eintritt in den Ersten Weltkrieg und innere politische Schwierigkeiten ließen die Kontrolle aber fortlaufend abschwächen. Die Russische Revolution und der dadurch ausgelöste Russische Bürgerkrieg ermöglichten es chinesischen Truppen, ab 1918 wieder in die Mongolei einzumarschieren. Eine Teilgruppe der russischen Weißen Armee unter dem Kommando von Roman von Ungern-Sternberg besetzte 1921 die Äußere Mongolei und vertrieb die Chinesen. Anschließend wurden sie ihrerseits durch sowjetische Einheiten und durch die Mongolische Revolutionäre Volksarmee unter Damdin Süchbaatar geschlagen und aus der Hauptstadt Urga (damals: Niislel Chüree, heute Ulaanbaatar) vertrieben. Süchbaatar erklärte am 13. März 1921 die Unabhängigkeit von China. Nach dem Tod des Bogd Khan wurde am 26. November 1924 die Mongolische Volksrepublik ausgerufen. Der neue Staat etablierte ein kommunistisches Regime unter der Führung der Mongolischen Revolutionären Volkspartei (MRVP), die durch Moskau stark beeinflusst wurde. Mit der Verfassung vom 1. November 1924 wurde das allgemeine aktive und passive Frauenwahlrecht eingeführt.

## Entwicklung

### Konsolidierung

Flagge der Mongolischen Volksrepublik von 1924 bis 1940

Zwischen 1925 und 1928 etablierte sich das neue Regime. Es gab allerdings wesentliche Richtungskonflikte zwischen pro-sowjetischen und unabhängig gesinnten Fraktionen. Der moderate Kommunist und unabhängige Denker Peldschidiin Genden war von 1932 bis 1936 Regierungschef. Er verlangsamte die Einführung der Kommandowirtschaft, verweigerte die Stationierung sowjetischer Truppen auf dem Territorium der Mongolei und widersetzte sich dem Befehl Stalins, die buddhistischen Mönche zu töten.
Mit sowjetischer Hilfe wurde 1936 Chorloogiin Tschoibalsan Parteichef und übernahm auch die Regierung. Genden wurde verhaftet und später hingerichtet, und seine Anhänger verloren ihren Einfluss. Tschoibalsan war ein radikaler Anhänger Stalins und übernahm dessen in der Sowjetunion verwirklichte Politik fast vollständig für die Mongolei. Der extreme Flügel der MRVP beseitigte nach und nach alle oppositionellen Elemente und errang eine vollständige Kontrolle von Partei und Regierung.
Zu dieser Zeit bestand die Wirtschaft der Mongolei weiterhin fast ausschließlich aus nomadischen Viehzüchtern, die weitgehend ohne Schulbildung waren. Es gab keinerlei Industrie, und die geringen Reichtümer des Landes wurden durch die Aristokratie und religiöse Kräfte kontrolliert. Das MRVP-Regime hatte keine breite Unterstützung im Volk, und die Regierung verfügte weder über effiziente Organisationsstrukturen noch die notwendige Erfahrung.
Im Bestreben nach einer schnellen wirtschaftlich-gesellschaftlichen Umwandlung griff die Regierung zu extremen Maßnahmen. Damit attackierte sie die wichtigsten traditionellen Institutionen, die Aristokratie und die religiösen Führer. Die Folge waren antikommunistische Aufstände zwischen 1932 und 1945. Um diese zu bekämpfen, wurden „Säuberungen“ durchgeführt, welche sich speziell gegen die lamaistischen Klöster richteten. Bis auf vier wurden diese alle zerstört, mehr als 10.000 Personen wurden getötet.
Die Mongolische Volksrepublik hatte weiterhin eine sehr geringe Bevölkerungsdichte. Mitte der 1930er Jahre lag sie weit unter einem Bewohner pro Quadratkilometer (die Sowjetunion hatte zu dieser Zeit etwa eine Dichte von ca. sieben Personen je km²).
| Jahr | Fläche in km² | Einwohner in 1.000 | Einwohner je km² | Quelle |
| ---- | ------------- | ------------------ | ---------------- | ------ |
| 1935 | 1.525.500     | 700                | 0,5              | [ 4 ]  |
| 1955 | 1.544.000     | 1.100              | 0,7              | [ 5 ]  |
| 1975 | 1.565.000     | 1.400              | 0,9              | [ 6 ]  |

### Zweiter Weltkrieg

Wappen der Mongolischen Volksrepublik von 1940/41

Wappen der Mongolischen Volksrepublik von 1941–1960

Im Zweiten Weltkrieg entstand durch den Japanisch-Sowjetischen Grenzkonflikt wieder eine Bedrohung an der mongolisch-mandschurischen Grenze. Aus diesem Grund wurde der mongolische Sozialismus angepasst, und die nationale Verteidigung ausgebaut. Die sowjetisch-mongolische Armee besiegte die japanische Armee im Sommer 1939 in der Schlacht am Chalchin-Gol. Danach wurde ein Waffenstillstandsabkommen unterzeichnet, und im Herbst eine Kommission eingesetzt, um die mandschurisch-mongolische Grenze festzulegen.
Im August 1945 benutzte die Sowjetunion die Mongolei als Ausgangsbasis für die sowjetische Invasion der Mandschurei, einen erfolgreichen Angriff auf die Japaner. Dafür wurden 1,5 Mio. sowjetische Soldaten in der Mongolei konzentriert, dazu große Mengen an Ausrüstung und Material. Die mongolische Armee spielte dabei nur eine geringfügige unterstützende Rolle.

### Kalter Krieg
Tschoibalsan starb 1952 in Moskau. Sein Nachfolger war Jumdschaagiin Tsedenbal, ebenfalls ein treuer sowjetischer Gefolgsmann. Im Anschluss an die Verurteilung von Stalins Politik durch Nikita Chruschtschow wählte die mongolische Regierung 1956 das gleiche Vorgehen gegenüber Tschoibalsan. Insbesondere sein Personenkult wurde verurteilt sowie einige andere seiner radikalen politischen Standpunkte.
Im Anschluss an den Krieg verlegte sich die mongolische Regierung auf den Aufbau einer zivilen Wirtschaft. Die internationalen Beziehungen mit anderen sozialistischen Staaten wie mit Nordkorea und den osteuropäischen Ländern wurden ausgebaut. 1949 erfolgte die gegenseitige Anerkennung zwischen der Mongolei und der Volksrepublik China. China verzichtete auf alle Gebietsansprüche in der ehemaligen Äußeren Mongolei und stellte Arbeitskräfte zur Verfügung, um beim Aufbau der Infrastruktur in der Mongolei zu helfen.
Die Mongolei beteiligte sich nun vermehrt an internationalen Organisationen und nahm an kommunistisch orientierten internationalen Konferenzen teil. 1961 wurde sie Mitglied der Vereinten Nationen.
Im Chinesisch-sowjetischen Zerwürfnis Anfang der 1960er Jahre versuchte die Mongolei zunächst, einen möglichst neutralen Kurs einzuhalten. 1966 schlug sie sich aber wieder auf die Seite der Sowjetunion und unterzeichnete ein Abkommen, welches die massive Stationierung sowjetischer Truppen (in den 1980er Jahren: über 70.000 Mann) auf mongolischem Territorium ermöglichte. Die Beziehungen der Mongolei zu China verschlechterten sich dementsprechend. 1983 begann die Mongolei mit der systematischen Abschiebung von chinesischstämmigen Einwohnern nach China. Viele davon waren schon in den 1950er Jahren zur Mithilfe bei Bauprojekten in die Mongolei gekommen.

## Zusammenbruch
Der Aufstieg von Michail Gorbatschow in der UdSSR brachte dort die Politik von Perestroika und Glasnost. Die entspannte Atmosphäre in der Sowjetunion hatte eine ähnliche Lockerung in der Mongolei zur Folge. Nach Massendemonstrationen im Winter 1990 verlor die MRVP mehr und mehr die Kontrolle über das politische System. Im März trat das Politbüro zurück und im Mai wurde die Verfassung geändert. Dadurch verlor die MRVP ihren Führungsanspruch, Oppositionsparteien wurden zugelassen, und eine ständige Legislative sowie das Amt des Staatspräsidenten wurde etabliert. Am 29. Juli 1990 fanden die ersten freien Wahlen in einem Mehrparteiensystem statt. Dabei erhielt die MRVP noch 85 % der Stimmen. Erst 1996 verlor die inzwischen nach sozialdemokratischem Muster reformierte Partei das erste Mal ihre Mehrheit.